# ノーフォークジャケット

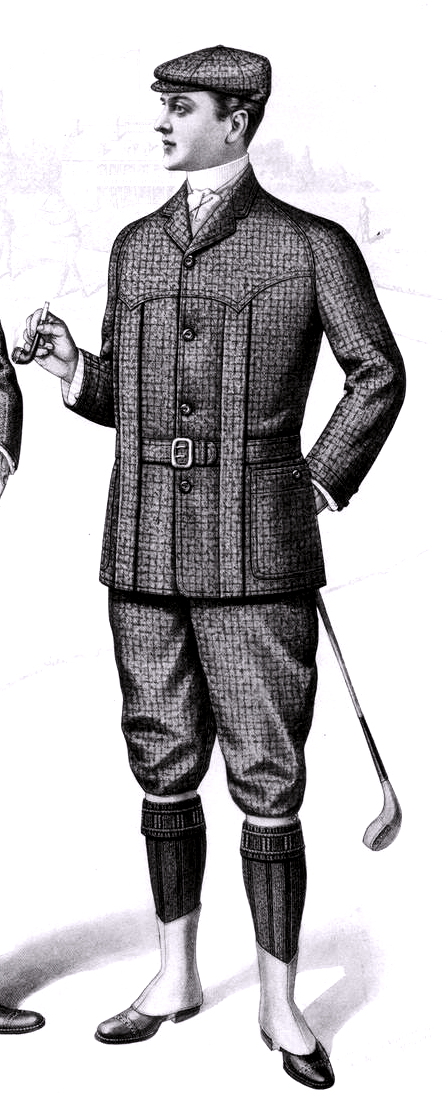
ノーフォークジャケットとニッカボッカを着てゴルフをしている男性（1901年）

ノーフォークジャケットとは、ジャケットの一種。

## 概要
ルーズなジャケットで、後身頃と前身頃にボックスプリーツが入っているのが特徴。肩にはヨークが当てられている。前合わせはシングルブレスト。共布のベルトで留められるが、ハーフベルトのものもある。
男性のスポーツ用ジャケットとして利用された。元々はシューティングコートとして制作され、肘を上げて銃を構える時に束縛されないようになっている。
このスタイルは少年たちのジャケットやスーツとして長く人気があった。今でも一部では着られている。特に軍隊とか警察では使われているところがある。

## 名前の由来
ノーフォークの名前の由来はノーフォーク公が最初に着たからとも、あるいはイギリスのノーフォーク地方に由来するとも言われている。ノーフォーク地方にはサンドリンガム・ハウスがあり、そこを拠点として王太子時代のエドワード7世が主催したスポーツサークルにおいて1860年代にノーフォークジャケットが流行した。